# Anderson, Missouri
Anderson är en ort i McDonald County i Missouri. Orten har fått sitt namn efter grundaren Robert Anderson.